# تومي نيلسون
تومي نيلسون (بالإنجليزية: Tommy Neilson)‏ (15 مارس 1935 في المملكة المتحدة - ) هو لاعب كرة قدم بريطاني في مركز نصف الجناح. لعب مع دندي يونايتد وهارت أوف ميدلوثيان ونادي إيست فيف ودالاس تورنايدو وArniston Rangers F.C. ‏ ونادي كاودينبيث لكرة القدم.

## وصلات خارجية
- تومي نيلسون على موقع عالم كرة القدم.نت (الإنجليزية)